# Formigny La Bataille
Formigny La Bataille is een gemeente in het Franse departement Calvados (regio Normandië). De plaats maakt deel uit van het arrondissement Bayeux. De gemeente telde 760 inwoners op 1 januari 2022.

## Geschiedenis
Formigny La Bataille is op 1 januari 2017 ontstaan door de fusie van de gemeenten Aignerville, Écrammeville, Formigny en Louvières. De naam van de gemeente is een referentie naar de Slag bij Formigny die hier op 15 april 1450 werd uitgevochten.

## Geografie
De oppervlakte van Formigny La Bataille bedroeg op 1 januari 2022 26,24 vierkante kilometer; de bevolkingsdichtheid was toen 29 inwoners per km².
De onderstaande kaart toont de ligging van Formigny La Bataille met de belangrijkste infrastructuur en aangrenzende gemeenten.

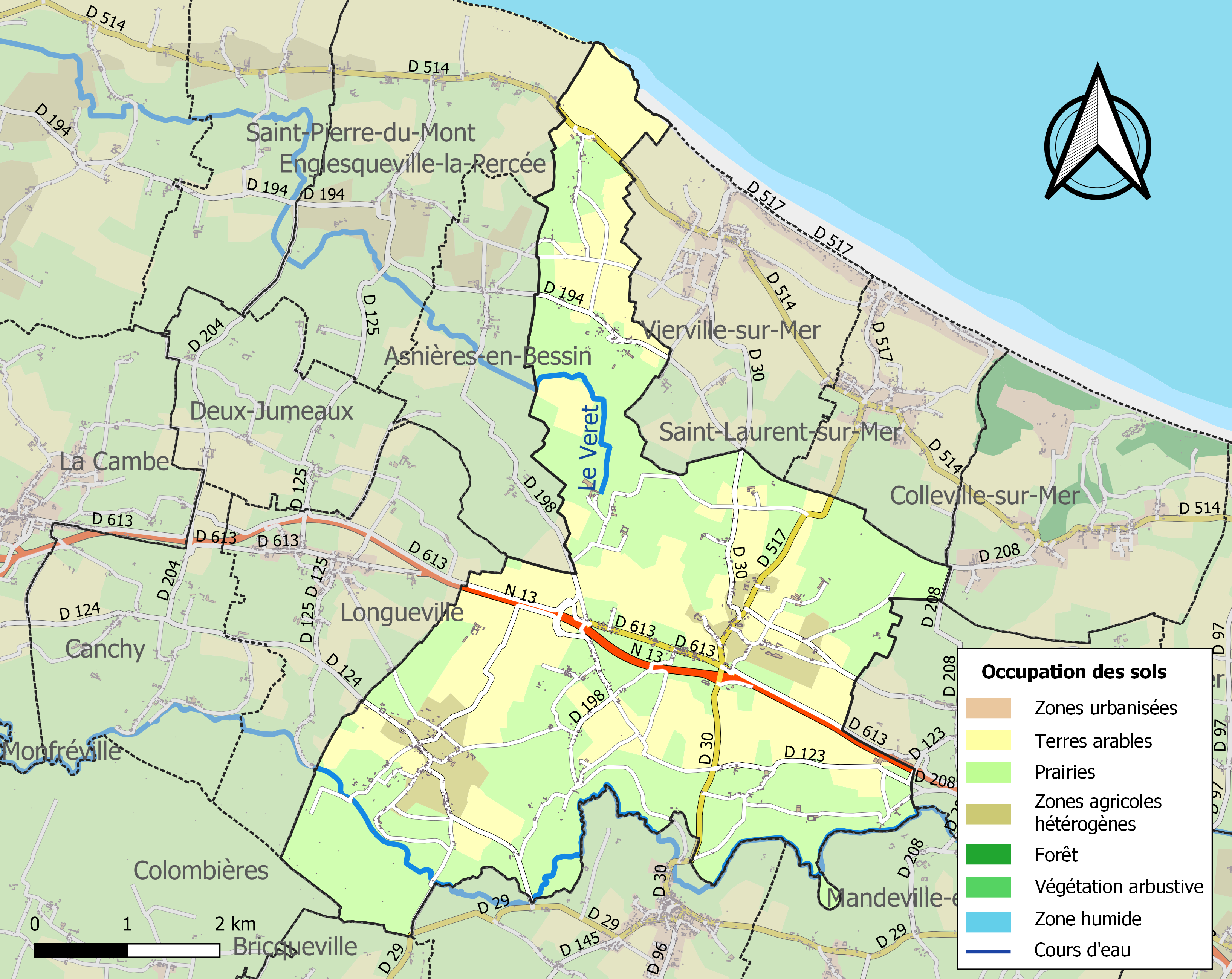